# ええじゃないか (曲)
「ええじゃないか」は、ジャニーズWESTの楽曲。デビューシングルとして、2014年4月23日にジャニーズ・エンタテイメントから発売。

## 概要
- 本作はデビュー作、かつデビューシングルである。

- 初回盤(なにわ侍盤・忍ジャニ盤・WEST盤)と通常盤・MY BEST CD盤の5種類での発売となり、それぞれ収録曲・ジャケット写真ともに異なる。

- 初回盤(なにわ侍盤・忍ジャニ盤・WEST盤)と通常盤に収録されているカップリング曲「バンザイ夢マンサイ!」は、関西ジャニーズJr.主演映画『忍ジャニ参上! 未来への戦い』の主題歌であり、初の映画タイアップとなった。

- また、通常盤に収録されているカップリング曲「その先へ…」は、メンバーの重岡大毅・濵田崇裕・神山智洋出演 日本テレビドラマ『SHARK〜2nd Season〜』の主題歌であり、初のドラマタイアップとなった。

- 初回盤(なにわ侍盤・忍ジャニ盤・WEST盤)には、オリジナル・カラオケ2曲を収録。

- 初回盤(なにわ侍盤)には、2014年2月5日に日生劇場で行われた「なにわ侍 ハローTOKYO ! !」のダイジェストを収録したDVDを付属。

- 初回盤(忍ジャニ盤)には、『おトーク+「忍ジャニ参上! 未来への戦い」オリジナル・ダイジェスト+オフショット』を収録したDVDを付属。

- 初回盤(WEST盤)には、表題曲のMusic Clip & Makingを収録。

- 通常盤には、カップリング曲「浪速一等賞!」を収録。

## MY BEST CD盤について
- ジャニーズ・エンタテイメントがCDの販売を委託をしているソニー・ミュージックディストリビューションが運営している「forTUNE music」が開設している『ジャニーズWESTショップ』より、期間限定にて通信販売された。

- カップリングの曲「Rainbow Dream」か「My Best Friend」の2曲のうち1曲を選び、さらにCDジャケットとして7人のメンバーのうち1人を選んで購入できる『カスタマイズ』形式にて販売された。これにより合計14種類のCDが制作されたことになるが、購入者1人につき、カップリング曲各1曲につき1枚まで、合計2枚までしか購入できなかった（2種類とも同じメンバーのCDジャケットを選ぶことは可能）。特典として、選んだメンバーの直筆プリントメッセージが封入されたが、「デビュー記念イベント」への応募IDは封入されなかった。

## 封入特典

### 初回盤(なにわ侍盤・忍ジャニ盤・WEST盤)・通常盤
1. ジャニーズWESTデビュー記念イベント(東京と大阪で行われる) 応募ID ※通常盤は、初回プレス分のみ封入

### 初回盤(なにわ侍盤・忍ジャニ盤)
1. 8Pフォトブック/歌詞カード

### 初回盤(WEST盤)・通常盤
1. 12Pブックレット ※初回盤(WEST盤)のみ、歌詞カード封入

### MY BEST CD盤
1. 2面4Pジャケット

## 収録曲

### CD

#### 通常盤
1. ええじゃないか [4:23]
作詞：岩崎貴文・mildsalt、作曲：岩崎貴文、編曲：CHOKKAKU
2. バンザイ夢マンサイ! [4:55]
作詞：zopp、作曲：川口進・Joakim Bjornberg・Christofer Erixon、編曲：CHOKKAKU
  - 関西ジャニーズJr.主演 映画『忍ジャニ参上! 未来への戦い』主題歌
3. その先へ… [5:03]
作詞：Shusui、作曲：Shusui・本山清治、編曲：丸山真由子
  - 重岡大毅・濵田崇裕・神山智洋出演 日本テレビドラマ『SHARK〜2nd Season〜』主題歌
4. 浪速一等賞! [3:50]
作詞：ケリー・浅利進吾、作曲：浅利進吾、編曲：ha-j

#### 初回（なにわ侍）/（忍ジャニ）/（WEST）盤
1. ええじゃないか
2. バンザイ夢マンサイ!
3. ええじゃないか（オリジナル・カラオケ）
4. バンザイ夢マンサイ!（オリジナル・カラオケ）

#### MY BEST CD盤

##### Type A
1. ええじゃないか
2. Rainbow Dream [4:23]
作詞：ケリー、作曲：TSUKASA、編曲：佐藤泰将

##### Type B
1. ええじゃないか
2. My Best Friend [3:10]
作詞：下地悠、作曲：清水昭男、編曲：家原正樹

### DVD

#### 初回（なにわ侍）盤
1. 「なにわ侍 ハローTOKYO ! !」 Digest @ 日生劇場 2014.02.05

#### 初回（忍ジャニ）盤
1. おトーク+「忍ジャニ参上! 未来への戦い」オリジナル・ダイジェスト+オフショット

#### 初回（WEST）盤
1. 「ええじゃないか」Music Clip & Making

## チャート成績
オリコン週間CDシングルランキングでは初登場1位を記録した。また、2010年代発売のシングルでは自身最大のヒット作である。

## テレビ出演
ええじゃないか
- 『ザ少年倶楽部』（2014年2月12日、NHK BSプレミアム）
重岡が「モモコのOH!ソレ!み〜よ!」の収録の為、中間、桐山、小瀧が3人で披露

- 『ザ少年倶楽部』（2014年3月5日、NHK BSプレミアム）
重岡が「モモコのOH!ソレ!み〜よ!」の収録の為、6人で披露

その先へ…
- 『ザ少年倶楽部』（2014年3月12日、NHK BSプレミアム）
重岡が「モモコのOH!ソレ!み〜よ!」の収録の為、6人で披露

Rainbow Dream
- 『ザ少年倶楽部』（2016年10月12日、NHK BSプレミアム）
重岡が「モモコのOH!ソレ!み〜よ!」の収録の為、6人で披露

My Best Friend
- 『ザ少年倶楽部』（2015年5月6日、NHK BSプレミアム）
テレビ初披露